# Parque Eólico Millennium

Localização de Mataraca, na Paraíba, onde situa-se o Parque Millennium.

O Parque Eólico Millennium é um parque de produção de energia eólica localizado no município de Mataraca, estado da Paraíba.
O parque possui um total de 13 turbinas eólicas de 800 KW/h cada, o suficiente para abastecer 40.000 casas e evitar a emissão de 30.000 toneladas de poluição de gás de efeito estufa
A administração do parque está sob responsabilidade da empresa Pacific Hydro, que também administra o parque de Vale dos Ventos, na mesma cidade.